# Agón
Agón ist ein spanischer Ort und eine Gemeinde (municipio) mit 133 Einwohnern (Stand: 2024) im Nordwesten der Provinz Saragossa der Autonomen Region Aragonien.

## Lage
Agón liegt knapp 48 km (Fahrtstrecke) westnordwestlich der Provinzhauptstadt Saragossa in einer Höhe von etwa 310 m am Río Huecha. 
Das Klima ist gemäßigt bis warm; Regen (ca. 485 mm/Jahr) fällt übers Jahr verteilt.

## Bevölkerungsentwicklung
| Jahr      | 1970 | 1981 | 1991 | 2001 | 2011 | 2021 |
| Einwohner | 294  | 234  | 229  | 188  | 164  | 135  |

## Sehenswürdigkeiten
- Kirche
- Kapelle Nuestra Señora de Gañarul aus dem 16. Jahrhundert
- Reste der alten Burg

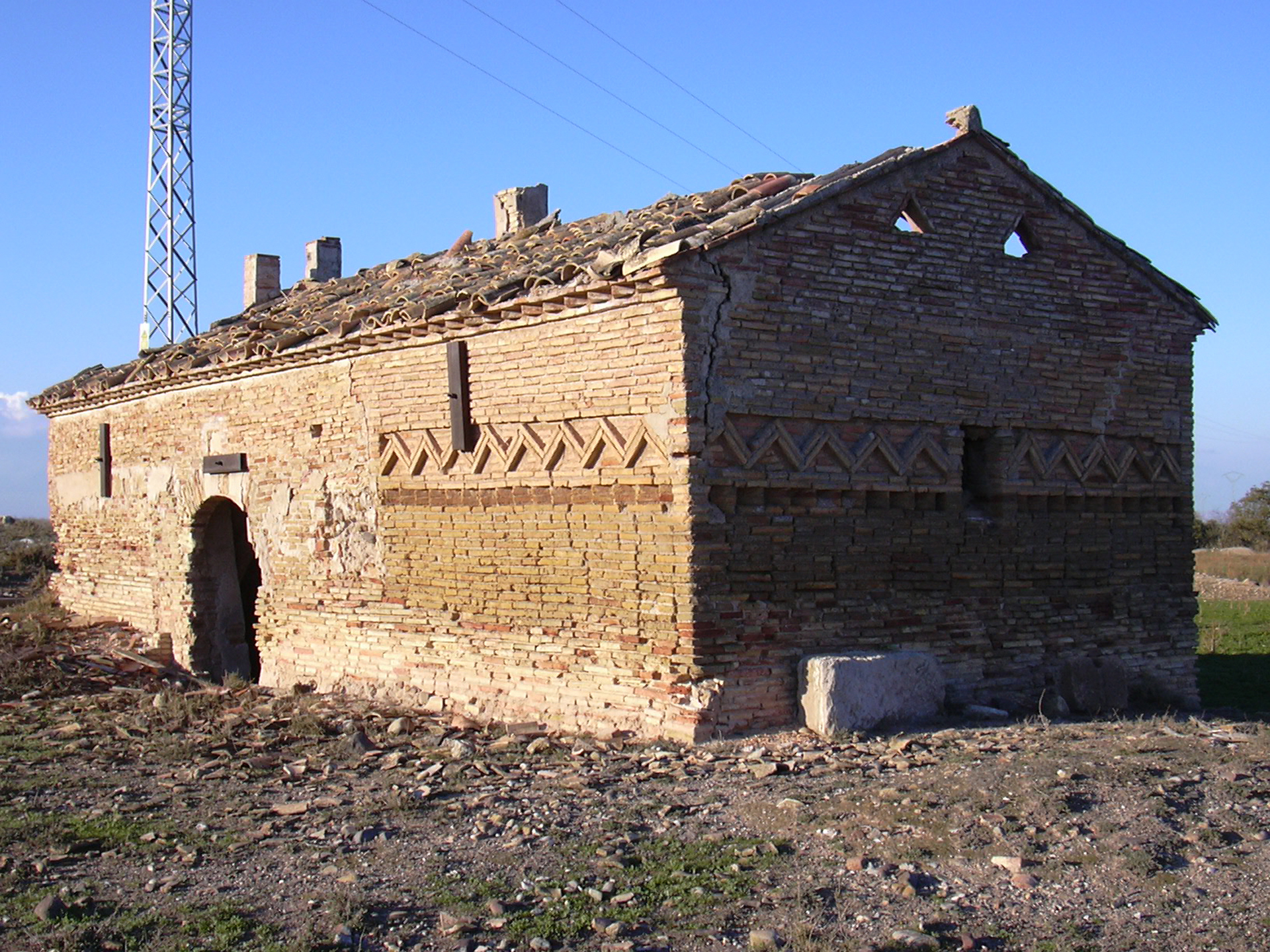
Kapelle von Gañarul